# J. William Fulbright
James William Fulbright (Sumner (Missouri), 9 april 1905 - Washington D.C., 9 februari 1995) was een Amerikaans politicus en senator voor de staat Arkansas.
Fulbright studeerde politicologie aan de Universiteit van Arkansas. Daarna studeerde hij als - zogenaamde Rhodes Scholar aan de Universiteit van Oxford. Vervolgens studeerde hij rechten aan de Universiteit van Washington D.C.. Hij werkte vervolgens als advocaat, waarna hij aan de Universiteit van Arkansas doceerde. Van deze universiteit werd hij in 1939 president. In 1942 werd hij namens de Democraten gekozen tot lid van het Huis van Afgevaardigden en twee jaar later tot senator voor de staat Arkansas.
In de Senaat werd hij een van de invloedrijkste politici op het gebied van de buitenlandse politiek. Hij was in zijn standpunten een typische Zuidelijke Democraat en verzette zich tegen alle initiatieven die op het punt van Civil Rights werden genomen. Op buitenlands politiek terrein toonde hij zich een voorstander van multilaterale samenwerking. Hij verzette zich in een vroeg stadium tegen de Amerikaanse deelname aan de oorlog in Vietnam en bepleitte het nastreven van vrede via onderhandelingen.
Het prestigieuze Amerikaanse uitwisselingsprogramma voor studenten in het Hoger Onderwijs, het zogenaamde Fulbright-programma, werd naar hem genoemd.

## Onderscheidingen
In 1989 ontving hij de Four Freedoms Award voor de vrijwaring van vrees.
- Bibliothèque nationale de France: cb12278023t (data)
- Catàleg d'autoritats de noms i títols de Catalunya: 981058512681106706
- CiNii: DA03069943
- Digitale Bibliotheek voor de Nederlandse Letteren: fulb001
- Gemeinsame Normdatei: 118694219
- International Standard Name Identifier: 0000 0001 2125 9845
- Library of Congress Control Number: n50041614
- MusicBrainz: f87abc17-9223-4293-ac37-acaed90d00de
- National Archives and Records Administration: 10582230
- Bibliotheek van het Japanse parlement: 00466810
- Nationale Bibliotheek van Tsjechië: jn20000720080
- Nationale Bibliotheek van Israël: 987007261307905171
- Nationale Bibliotheek van Polen: a0000002238913
- Nederlandse Thesaurus van Auteursnamen: 068412207
- LIBRIS: 187674
- SNAC: w6v987q1
- Système universitaire de documentation: 031595987
- Trove: 1161614
- Biographical Directory of the United States Congress: F000401
- Virtual International Authority File: 29594359
- WorldCat: E39PBJqfDWcr9qwTVQcJ7MjBfq